# 原浩之
原 浩之（はら ひろゆき）は、日本のドラマー、整体師。

## 略歴
- 2011年　関西大学卒業後、上京。Stan Gilbertに見出され、氏のバンドに在籍。
- 2013〜2018年 キャリアを中断して整体業界へ。
- 2019年 ドラマー専門整体師として復帰。
- 2024年　結婚

## 共演したミュージシャン
- 安カ川大樹
- 小池純子
- 青木弘武
- 井上陽介
- 向井滋春
- 谷口英治

## 不祥事・トラブル

### SNSによる一般閲覧者への誹謗中傷・プライバシーの侵害
- 2025年6月、公式Xにて「【ツインペダル】テンポ150を楽に大きく踏む方法」という動画を投稿[2]した際、一般閲覧者より「テンポ150がこの踏み方とのことだが、このテンポならば他の音符でも同じ(踏み方) という解釈なのか？」との内容の質問ポストをもらう。
- 原は「あくまで16分限定」と回答すると、「16分の話であればそう説明に付け加えた方がいいのでは」、「16分で踏むだけがツーバスではないのでは」と返答される。
- それに対して原は熱くなり、その一般閲覧者に対して「あなたの知能」、「あほだから」などの数々の暴言を繰り返した後、自らの飼い犬のアカウント(@kouchan_mofu、原本人による投稿) を利用し、その閲覧者に対して「〜〜にお住まいなんですね」と住所を特定するような発言をしてしまう。そのことを閲覧者に注意されるも、原は「おっさんあんま調子こくなよ」と返答した。
- 閲覧者に「同じテンポでも音符が変われば音価が変わるのは私見ではなく一般常識の範囲ではないか」「個人情報を晒して謝罪の言葉はないのか」と嗜められ、「申し訳ありません」と一旦は謝罪する。
- しかし、後日同じXにて再度その閲覧者に対して誹謗中傷、プライバシーの侵害と思われる投稿を行なっている[3]。
- 原は一般閲覧者に対して「吐き気を催す独善性と粘着性」「モラハラ粘着し被害者面」「無自覚な邪悪」などと誹謗中傷した上で、「僕が彼の個人情報を晒したとあるが、彼が自ら晒した情報を元に画像検索しただけ」と言い訳してその手口を公開し、再び被害者の個人情報を晒した。
- そのコメントを見た他の閲覧者から「あなたも粘着がすぎるのでは」とコメントされると、その投稿者に「ジジイ」とコメントした後にブロックしている。